# Beth Shapiro
Beth Alison Shapiro, née en 1976 à Allentown (Pennsylvanie), est une biologiste moléculaire évolutionniste américaine. Elle est professeure au département d'écologie et de biologie évolutive de l'Université de Californie à Santa Cruz. Le travail de Shapiro s'est concentré sur l'analyse de l'ADN ancien. Elle a reçu une bourse MacArthur  en 2009, et une bourse de recherche universitaire de la Royal Society (URF) en 2006.
En mars 2024, Beth Shapiro a entamé un congé sabbatique de 3 ans et a été recrutée comme directrice scientifique par Colossal Biosciences, une entreprise de génie génétique et de biotechnologies ayant pour objectif de ressusciter des espèces animales disparues (comme le dodo, le mammouth laineux ou le loup de Tasmanie).

## Jeunesse et éducation
Beth Shapiro est née à Allentown, en Pennsylvanie et a grandi à Rome, en Géorgie, où elle a été présentatrice de nouvelles locales alors qu'elle était au lycée. Elle est diplômée de l'Université de Géorgie en 1999 avec un baccalauréat ès arts et une maîtrise ès arts en écologie. La même année, elle a reçu une bourse Rhodes suivie d'un doctorat en philosophie de l'Université d'Oxford pour des recherches sur la déduction de l'histoire et des processus évolutifs utilisant l'ADN ancien sous la direction d'Alan J. Cooper (en).

## Carrière et recherche
En 2004, elle est nommée directrice du Henry Wellcome Biomolecules Center à Oxford, poste qu'elle occupe jusqu'en 2007. En 2006, elle a reçu une bourse de recherche universitaire de la Royal Society. Pendant son séjour au Centre des biomolécules, Shapiro a effectué une analyse de l'ADN mitochondrial du dodo,.
Les recherches de Shapiro sur l'écologie ont été publiées dans des revues notamment Molecular Biology and Evolution , PLOS Biology, Science,, et Nature,,. En 2007, elle a été nommée par le Smithsonian Magazine comme l'une des 37 jeunes innovateurs américains de moins de 36 ans.

## Publications
- (en) Drummond, Rambaut, Shapiro et Pybus, « Bayesian Coalescent Inference of Past Population Dynamics from Molecular Sequences », Molecular Biology and Evolution, vol. 22, no 5,‎ 2005, p. 1185–1192 (ISSN 0737-4038, PMID 15703244, DOI 10.1093/molbev/msi103)
- (en) Shapiro, « Rise and Fall of the Beringian Steppe Bison », Science, vol. 306, no 5701,‎ 2004, p. 1561–1565 (ISSN 0036-8075, PMID 15567864, DOI 10.1126/science.1101074, Bibcode 2004Sci...306.1561S, lire en ligne)
- (en) Beth Shapiro et Michael Hofreiter, Ancient DNA: Methods and Protocols, New York, Humana Press, 2012 (ISBN 978-1-61779-515-2)
- (en) Beth Shapiro, How to Clone a Mammoth: The Science of De-Extinction, Princeton, NJ, Princeton University Press, 2015 (ISBN 9780691157054, lire en ligne)
- (en) Shapiro, Sibthorpe, Rambaut et Austin, « Flight of the Dodo », Science, vol. 295, no 5560,‎ 2002, p. 1683 (PMID 11872833, DOI 10.1126/science.295.5560.1683)
- (en) Zazula, MacKay, Andrews et Shapiro, « A late Pleistocene steppe bison (Bison priscus) partial carcass from Tsiigehtchic, Northwest Territories, Canada », Quaternary Science Reviews, vol. 28, nos 25–26,‎ 2009, p. 2734–2742 (DOI 10.1016/j.quascirev.2009.06.012, Bibcode 2009QSRv...28.2734Z, lire en ligne)

## Prix et récompenses
- National Geographic Emerging Explorer (2010)[17]
- University of Georgia Young Alumnus Award (2010)[18]
- MacArthur Fellowship (2009)[1]
- Smithsonian Magazine Young American Innovator in the Arts and Sciences (2007)[réf. nécessaire]
- Royal Society University Research Fellowship(2006)[19]
- Rhodes Scholarship (1999)
- Phi Beta Kappa Society (1998)[réf. nécessaire]
- Morris K. Udall Scholarship for Excellence in Environmental Public Policy (1997)[réf. nécessaire]
- Foundation Fellowship, University of Georgia (1994–1998)
- Phi Kappa Phi Scholar (1995)[réf. nécessaire]